# سفارت آلمان در بانکوک
سفارت آلمان در بانکوک (به لاتین: Embassy of Germany) یک منطقهٔ مسکونی و نمایندگی سیاسی این کشور در تایلند است که در Thung Maha Mek واقع شده‌است.